# Людвіново (Куявсько-Поморське воєводство)
Людвіново (пол. Ludwinowo, нім. Ludwigsfeld) — село в Польщі, у гміні Влоцлавек Влоцлавського повіту Куявсько-Поморського воєводства.
Населення — 242 особи (2011).
У 1975-1998 роках село належало до Влоцлавського воєводства.

## Демографія
Демографічна структура станом на 31 березня 2011 року:
|          | Загалом | Допрацездатний вік | Працездатний вік | Постпрацездатний вік |
| -------- | ------- | ------------------ | ---------------- | -------------------- |
| Чоловіки | 128     | 21                 | 94               | 13                   |
| Жінки    | 114     | 19                 | 62               | 33                   |
| Разом    | 242     | 40                 | 156              | 46                   |